# Yukiko Ueno
Yukiko Ueno, född den 22 juli 1982 i Fukuoka, är en japansk softbollspelare.
Hon tog OS-brons vid de olympiska softboll-turneringarna vid olympiska sommarspelen 2004 i Aten.
Fyra år senare vid olympiska sommarspelen 2008 i Peking tog hon OS-guld..